# Molazzana
Molazzana település Olaszországban, Toszkána régióban, Lucca megyében. Lakosainak száma 992 fő (2023. január 1.). Molazzana Barga, Careggine, Castelnuovo di Garfagnana, Stazzema, Fabbriche di Vergemoli és Gallicano községekkel határos.

## Népesség
A település lakossága az elmúlt években az alábbi módon változott:
| Lakosok száma | 1036 | 1046 | 992  |
|               | 2017 | 2018 | 2023 |